# Closter
Closter é um distrito localizado no estado americano de Nova Jérsei, no Condado de Bergen.

## Demografia
Segundo o censo americano de 2000, a sua população era de 8383 habitantes.
Em 2006, foi estimada uma população de 8730, um aumento de 347 (4.1%).

## Geografia
De acordo com o United States Census Bureau tem uma área de
8,5 km², dos quais 8,2 km² cobertos por terra e 0,3 km² cobertos por água.

## Localidades na vizinhança
O diagrama seguinte representa as localidades num raio de 4 km ao redor de Closter.